# 2034 Bernoulli
Bernoulli (asteróide 2034) é um asteróide da cintura principal, a 1,8419368 UA. Possui uma excentricidade de 0,179905 e um período orbital de 1 229,46 dias (3,37 anos).
Bernoulli tem uma velocidade orbital média de 19,8740999 km/s e uma inclinação de 8,56397º.
Esse asteróide foi descoberto em 5 de Março de 1973 por Paul Wild.